# Сага о Кнютлингах
Сага о потомках Кнута, Сага о Кнютлингах (др.-сканд. Knýtlinga saga) или Житие датских конунгов (др.-сканд. Ævi Danakonunga) — одна из королевских саг, посвященных жизни монархов Дании начиная примерно с 950 года, с правления Харальда Синезубого, и заканчивая 1187 годом, когда Кнуд VI одержал победу в походе на Вендов. Сага написана в Исландии приблизительно в 1260 году.
Сага тесно связана с работой Снорри Стурлусона об истории норвежских конунгов — Кругом земным. Как и Снорри, автор саги часто использует скальдические песни в качестве документального источника.
Есть большая вероятность, что автором саги был Олаф Тордарсон, племянник Снорри Стурлусона. Олаф находился при дворе датского конунга Вальдемара Победоносного, брата Кнуда VI, в 1240—1241 годах, и Вальдемар снабдил Олафа ценными сведениями.

## Издания
- Сага о Кнютлингах / Пер. с древнеисл., ст., комм. Т. Н. Джаксон. — СПб.: Изд-во Олега Абышко, 2021. — 512 с.: ил. — ISBN 978-5-6043895-8-4.